# Список станций Челябинского метрополитена
Список станций планировавшегося Челябинского метрополитена, который в 2021 году, из-за недостатка финансирования, было решено заменить на подземный трамвай. На первой (красной) линии планировалось 8 станций. Помимо этого, предполагалось строительство ещё двух линий (синей и зелёной), которые имели бы 11 и 8 станций. Всего же в завершённой системе метрополитена предусматривалось 27 станций. Уже построенные станции будут переоборудованы под нужды трамвайной сети.

## Список станций

### Строящиеся
| Красная линия         |               |         |                                      |             |
| Название станции      | Дата открытия | Глубина | Тип конструкции                      | Вид станции |
| Проспект Победы       | 2025 год      | 46 м    | пилонная глубокого заложения         |             |
| Торговый центр        | 2025 год      | 43 м    | односводчатая глубокого заложения    |             |
| Площадь Революции     | 2025 год      | 32 м    | колонно-стеновая глубокого заложения |             |
| Комсомольская площадь | 2025 год      | 18 м    | односводчатая мелкого заложения      |             |

### Планируемые
| Красная линия     |               |                   |             |
| Название станции  | Дата открытия | Тип конструкции   | Вид станции |
| Тракторозаводская | неизвестно    | мелкого заложения |             |
| Северо-Западная   | неизвестно    | мелкого заложения |             |
| Молодёжная        | неизвестно    | мелкого заложения |             |
| Курчатовская      | неизвестно    | мелкого заложения |             |